# Feldstraße (Lüneburg)
Die Feldstraße ist eine Straße in Lüneburg.

## Lage
Die Straße befindet sich südlich der Altstadt, sie verläuft in West-Ost-Richtung. Sie beginnt im Westen an der Ecke Soltauer Straße / Sülztorstraße und endet im Osten an der Willy-Brandt-Straße. Die Länge beträgt etwa 650 Meter. 

## Geschichte
Die Bebauung der Straße begann um 1875 an der nördlichen Straßenseite. Der südliche Teil der Straße wurde als Garten- und Ackerland genutzt. Mit dem Bau der Häuser Feldstraße 2–12 in den Jahren 1897 bis 1901 wurde auch die südliche Seite der Straße bebaut. Weitere Häuser folgten in den 1900er Jahren, unter anderem die Wilhelm-Raabe-Schule.

## Baudenkmale
| Lage                                        | Bezeichnung          | Beschreibung | ID       | Bild |
| ------------------------------------------- | -------------------- | ------------ | -------- | ---- |
| Feldstraße 2 53° 14′ 33″ N, 10° 24′ 40″ O   | Wohnhaus             |              | 30660599 |      |
| Feldstraße 4 53° 14′ 33″ N, 10° 24′ 40″ O   | Wohnhaus             |              | 30660616 |      |
| Feldstraße 6 53° 14′ 33″ N, 10° 24′ 39″ O   | Wohnhaus             |              | 30660633 |      |
| Feldstraße 8 53° 14′ 33″ N, 10° 24′ 38″ O   | Wohnhaus             |              | 30660650 |      |
| Feldstraße 10 53° 14′ 33″ N, 10° 24′ 38″ O  | Wohnhaus             |              | 30660667 |      |
| Feldstraße 12 53° 14′ 33″ N, 10° 24′ 37″ O  | Wohnhaus             |              | 30660684 |      |
| Feldstraße 13 53° 14′ 33″ N, 10° 24′ 37″ O  | Wohnhaus             |              | 30651428 |      |
| Feldstraße 14 53° 14′ 33″ N, 10° 24′ 33″ O  | Wohnhaus             |              | 30660701 | BW   |
| Feldstraße 28 53° 14′ 32″ N, 10° 24′ 28″ O  | Graal-Hospital       |              | 30660462 |      |
| Feldstraße 30 53° 14′ 32″ N, 10° 24′ 24″ O  | Wilhelm-Raabe-Schule |              | 30661142 |      |
| Feldstraße 32 53° 14′ 32″ N, 10° 24′ 17″ O  | Wohnhaus             |              | 30656623 |      |
| Feldstraße 32a 53° 14′ 32″ N, 10° 24′ 18″ O | Wohnhaus             |              | 30653875 |      |
| Feldstraße 34 53° 14′ 32″ N, 10° 24′ 17″ O  | Wohnhaus             |              | 30653892 |      |
| Feldstraße 36 53° 14′ 32″ N, 10° 24′ 16″ O  | Wohnhaus             |              | 30653909 |      |